# Andrej Mozetič
Andrej Mozetič (tudi Andreas Mosettig in Andrija Mosetig), slovenski zdravnik, * 25. september 1773, Renče, † 30. marec 1857, Gorica.

## Življenje in delo
Obiskoval je goriško gimnazijo, nato na Dunaju študiral medicino in 7. decembra 1897 promoviral. Po končanem študiju je služboval na Madžarskem. Ni znano kdaj je začel službovati v Dalmaciji, dobro pa je poznal tamkajšnje razmere, saj je z referatom 4. februarja 1818 zahteval, naj v Zadru ustanovijo babiško šolo. Že 26. avgusta 1817 je guverner Dalmacije izdal uredbo, da morajo zdravniki, ki delujejo v Dalmaciji imeti avstrijsko diplomo in dokazati, da so vešči v porodništvu in zdravljenju živali. Iz tega je mogoče sklepati, da je Mozetič izpolnjeval vse te pogoje. Cesar Franc I. Habsburško-Lotarinški je 31. oktobra 1820 podpisal odločbo o ustanovitvi babiške šole v Zadru. Guverner in Mozetič, ki je medtem postal stalni cesarsko-kraljevi vladni svetnik, sta 9. januarja 1821 izdala razpis za prvega profesorja novoustanovljene babiške šole. Prvi ravnatelj in profesor te šole je postal Mozetič. V Zadru je ostal do leta 1836, ko je bil s cesarskim odlokom premeščen v Brno. Okoli leta 1846 je stopil v pokoj in se preselil v Gorico. Za uvedbo in širitev cepljenja proti črnim kozam na Madžarskem je prejel veliko zlato medaljo.